# Surasak Somrat
Surasak Somrat (thailändisch สุรศักดิ์ สมรัตน์, * 19. August 1996 in Udon Thani), auch als Bank bekannt, ist ein thailändischer Fußballspieler.

## Karriere
Surasak Somrat erlernte das Fußballspielen in Jugendmannschaft von Bangkok Glass. Hier unterschrieb er im Januar 2016 auch seinen ersten Vertrag. Der Verein spielte in der ersten Liga. Nach einer Saison wechselte er im Januar 2017 zum Ligakonkurrenten Navy FC nach Sattahip. Hier stand er bis Jahresende unter Vertrag. Der Chiangmai FC, ein Zweitligist aus Chiangmai, verpflichtete ihn im Januar 2018. Am Ende der Saison wurde er mit dem Verein dritter der Liga und stieg in die erste Liga auf. Nach dem Aufstieg verließ er den Verein und schloss sich zwei Jahre dem Zweitligisten Udon Thani FC aus Udon Thani an. Im Dezember 2021 ging er in die dritte Liga, wo er einen Vertrag beim Phitsanulok FC unterschrieb. Mit dem Verein aus Phitsanulok spielte er in der Northern Region der Liga. Am Ende der Saison wurde er mit Phitsanulok Vizemeister der Region und qualifizierte sich für die Aufstiegsspiele zur zweiten Liga. Hier konnte man sich jedoch nicht durchsetzen. Im Juli 2022 unterschrieb er einen Vertrag beim Zweitligaaufsteiger Krabi FC. Nach elf Zweitligaspielen für Krabi wechselte er im Sommer 2023 zum ebenfalls in der zweiten Liga spielenden Phrae United FC. Für den Verein aus Phrae bestritt er drei Zweitligaspiele. Im Dezember 2023 wurde sein Vertrag nicht verlängert. Direkt im Anschluss unterschrieb er im Dezember 2023 einen Vertrag beim Drittligisten Udon United FC. Mit dem Verein aus Udon Thani spielt er in der North/Eastern Region der Liga.